# موش برنج بزرگ

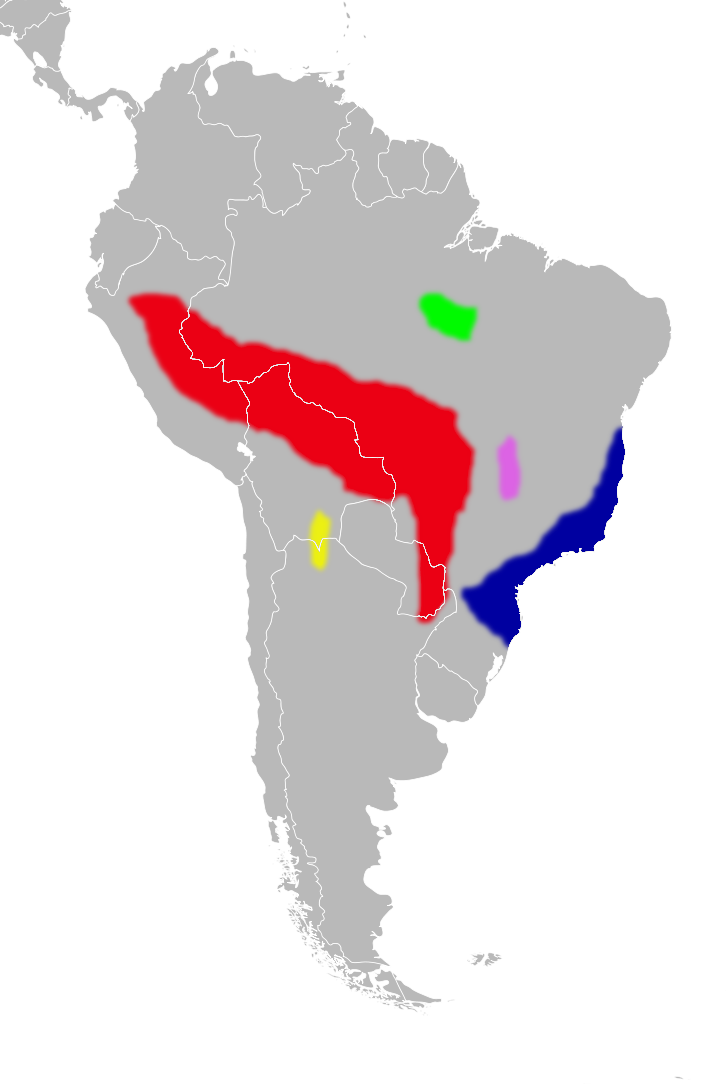
نمایی از تراکم موش برنج بزرگ

موش برنج بزرگ (نام علمی: Oryzomys lamia) نام یک گونه از سرده موش برنج است.